# Siatka umowna
Siatka umowna, także siatka pseudoklasyczna – siatka kartograficzna, która powstaje poprzez zmodyfikowanie siatki klasycznej odpowiednimi wzorami matematycznymi. Przykładami siatek umownych są siatki: siatka Merkatora, siatka Mollweidego czy siatka Kirchhoffa.

## Zastosowanie
Siatka umowna Mollweidego, wiernopowierzchniowa, stosowana do prezentacji zjawisk strefowych na Ziemi; służy do przedstawiania kontynentów, państw jako mniejszych krain geograficznych.